# Dünnhof
Dünnhof ist ein Ortsteil im Stadtteil Gronau von Bergisch Gladbach. Heute ist hier der Dünnhofsweg.

## Geschichte
Die frühneuzeitliche Hofstelle Dünnhof wurde erstmals 1666 im Urkataster erwähnt. Vermutlich ist der Dünnhof mit dem Gut des Richard von Gronau identisch, das schon für das 13. Jahrhundert belegt ist. Durch die fortschreitende Industrialisierung im Bereich der alten Mühlen an der Strunde hatte sich bis 1905 aus der ehemaligen Hofstelle eine größere Siedlung mit 19 Wohnbauten und 134 Einwohnern entwickelt. Als Besitzer des „Dunhofes“ verzeichnet das Hebbuch des Botenamt Gladbach 1758/59 den Freiherrn von Nesselrode zum Stein. Zu dem Gut gehörte auch die Dünnmühle.
Carl Friedrich von Wiebeking benennt die Hofschaft auf seiner Charte des Herzogthums Berg 1789 als Dün. Aus ihr geht hervor, dass Dünnhof zu dieser Zeit Teil der Honschaft Gronau im Kirchspiel Gladbach war.
Unter der französischen Verwaltung zwischen 1806 und 1813 wurde das Amt Porz aufgelöst und Dünnhof wurde politisch der Mairie Gladbach im Kanton Bensberg zugeordnet. 1816 wandelten die Preußen die Mairie zur Bürgermeisterei Gladbach im Kreis Mülheim am Rhein. Mit der Rheinischen Städteordnung wurde Gladbach 1856 Stadt, die dann 1863 den Zusatz Bergisch bekam.
Der Ort ist auf der Topographischen Aufnahme der Rheinlande von 1824 ohne Namen und auf der Preußischen Uraufnahme von 1840 als Dünnhof verzeichnet. Ab der Preußischen Neuaufnahme von 1892 ist er auf Messtischblättern regelmäßig bis 1954 als Dünnhof, danach ohne Namen verzeichnet.
| Jahr | Einwohner | Wohn- gebäude | Kategorie | Bemerkung    |
| ---- | --------- | ------------- | --------- | ------------ |
| 1822 | 17        |               | Hofstelle | Dunnhof gen. |
| 1830 | 26        |               | Hofstelle | Dunnhof gen. |
| 1845 | 28        | 4             | Hofstelle | Dünhof gen.  |
| 1871 | 35        | 6             | Hofstelle | Dünhof gen.  |
| 1885 | 110       | 11            | Wohnplatz |              |
| 1905 | 134       | 19            | Wohnplatz |              |

## Etymologie
Zum Bestimmungswort „Dünn“ gibt es unterschiedliche Deutungen. Nach der ersten Erklärung soll der Name von „tuinhof“ (=eingezäunter Hof) stammen. Die zweite Erklärung ergibt aus der Lage des Hofs. Weil er höher lag als das Strundebett, konnte ihm das Hochwasser der Strunde nichts anhaben. Seine topographische Lage war wie auf einer Düne. Düne heißt im Althochdeutschen „duna“ (=Düne, Hügel).